# Mohammad Fazel Lankarani
Mohammad Fazel Lankarani (en farsi: محمد فاضل لنکرانی; Qom, junio de 1931-ibidem, 16 de junio de 2007) fue un clérigo islámico iraní, erudito y gran ayatolá. Fue estudiante de Seyyed Hosein Boruyerdí. Fue hijo de una madre persa y de padre azerí.

## Biografía y actividades clericales
Lankarani nació en Qom, Irán. Su padre era oriundo de la República Socialista Soviética de Azerbaiyán quien había estudiado en Nayaf y Qom, estableciendo residencia en esta última. Su madre era una mujer de ascendencia sayed. Lankarani hablaba fluentemente árabe, azerí, persa y ruso.
Lankarani recibió su ijtihad, es decir, el permiso de transmitir de forma independiente las fuentes legales del islam (el Corán y el Sunna), por parte del ayatolá Boruyerdí a la edad de 25 años. Realizó su oración en la mezquita de Bibi Masouma A.S, en Qom.
Lankarani fue declarado como el especialista mejor informado en el campo de la ley islámica (marya taqlid) por la escuela chiita de estudios religiosos en Qom, Hawza 'Ilmiyyah, después del fallecimiento del ayatolá Jomeiní en 1989. Al momento de su muerte era uno de los 7 Grandes Ayatolás de Irán. Su resalah, el libro que incluye su interpretación de las leyes islámicas en diversos temas, está disponible en árabe, inglés, persa, turco, y otros idiomas. Lankarani enseñó en las áreas científicas de la ley islámica (fiqh) y usul al-fiqh durante los últimos 25 años de su vida.
Como Gran Ayatolá chiita, recibió generosas contribuciones por parte de numerosos seguidores. Según el escritor Hooman Majd "uno de los asesores de Lankarani'', declaró que "fluyen cerca de $10 millones de dólares" hacia el patrimonio de Lankarani, "solo por parte de las donaciones de sus seguidores."
Lankarani fue un férreo defensor del ayatolá Jomeiní, siendo encarcelado en varias ocasiones y exiliado una vez, previo al estallido de la revolución iraní. Tras la victoria de la revolución,fue miembro de la Asamblea de los Expertos, el principal cuerpo religioso de Irán.
Debido a su deterio de salud, tuvo que trasladarse de la ciudad santa de Qom hacia Teherán, y posteriormente hacia Londres para recibir tratamiento médico; el viernes 15 de junio de 2007 regresó a Qom, y finalmente falleció el sábado del 16 de junio de 2007. Tenía entre 75 y 76 años.

## Pensamiento y fetuas
En el ámbito político, Lankarani estuvo a favor de las tradiciones de la República islámica en criticar la corrupción occidental en el mundo islámico.
También apoyó el fetua de Jomeini en donde pedía la muerte del escritor Salman Rushdie, luego de que este publicase su obra célebre Los versos satánicos en 1989, y el llamado hacia los musulmanes para que asesinaran a Rushdie. Él (junto con otros altos clérigos) continuaron afirmando que el asesinato de Rushdie era un "deber" para todos los musulmanes a pesar de que el gobierno iraní dejara de hacerlo, tras un compromiso realizado en 1998, junto con el gobierno británico (en donde reside Rushdie). En 1998, Lankarani pidió al gobierno iraní que hiciera "todo lo posible" para proteger a las comunidades chiitas en Afganistán, quienes estaban en peligro ante las constantes represiones por parte de los talibanes.
Lankarani también emitió un fetua llamando la muerte de otro escritor, Rafiq Tağı, un escritor azerí, y al editor de Tağı, Samir Sədaqəağlu, quién era acusado de criticar el Islam. Los escritos de Tağı desencadenaron un ola de manifestaciones frente a la embajada de Azerbaiyán en Teherán. Según ley iraní e islámica, estas oracionesson solamente aplicables si cualquiera de estos individuos ingresen de forma libre y voluntaria a Irán y se sometiera ante las autoridades. Posiblemente relacionado con el fetua, Rafiq Tağı falleció en un hospital en Bakú, el 19 de noviembre de 2011, después de haber recibido 7 apuñaladas en un espacio público.[cita requerida]
Lankarani creía fuertemente en la separación de sexos y se opuso a la declaración del Presidente Mahmud Ahmadineyad tenían derecho a asistir a partidos de fútbol en los estadios, a pesar de que verían a jugadores de sexo masculino. Él "se negó durante semanas" en reunirse con el presidente Ahmadineyad a principios de 2007, luego de que este intentara abrir eventos de fútbol para las mujeres.
Fue uno de los ulemas firmantes del Mensaje de Ammán, el cual ofrece una amplia base para definir la ortodoxia religiosa islámica.